# Путовање до Кристалне пећине

Путовање до Кристалне пећине (енг Voyage to the Crystal Grotto) је једна од многобројних атракција Шангај Дизниленда  заснована на излету речним бродом. Ова атракција је свечано пуштена у рад у време отварањем парка 16. јуна 2016. године.
Овај јединственог парк (први те врсте у свету), укључује излет у Дизнијев замак, Зачарани замак из књиге прича. По свом концепту сличан је атракцијама: Књига прича о копненом каналу у Дизниленду и Земља бајки у Дизниленду у Паризу.

## Оште информације
У овом тематском Дизнијевом парку брод води посетиоце кроз врт са скулптурама који представљају Дизнијеве ликове, укључујући лепотицу и звер , Аладина , Фантазију (чаробњаковог шегрта), Рапунзела , Мулана и Малу сирену.
Затим се чамцем на весла пролази кроз просторију испод Зачарани замак из књиге прича који садржи специјалне ефекте са музиком, водом и осветљеним фонтанама.